# Cicadulina hartmansi
Cicadulina hartmansi är en insektsart som beskrevs av Dabrowski 1987. Cicadulina hartmansi ingår i släktet Cicadulina och familjen dvärgstritar. Inga underarter finns listade i Catalogue of Life.